# Ove Jensen (Wirtschaftswissenschaftler)
Ove Jensen (* 10. März 1973 in Rendsburg) ist ein deutscher Wirtschaftswissenschaftler und Hochschullehrer.

## Biographie
Jensen hat von 1993 bis 1997 an der WHU – Otto Beisheim School of Management in Vallendar bei Koblenz Betriebswirtschaftslehre studiert. Vor seiner akademischen Laufbahn war er bis 2002 als Marketing- und Vertriebsberater tätig, am Ende als Geschäftsführer eines mittelständischen Beratungs- und Marktforschungsunternehmens. Promoviert (2001, Thema: Key Account Management) und habilitiert (2008, Thema: Marketing Implementation) hat Jensen bei Christian Homburg an der Universität Mannheim. Jensen ist Mitglied im Herausgeberbeirat des Journal of Personal Selling & Sales Management sowie des Journal of Business-to-Business Marketing. Im Jahr 2007 war er der erste ehemalige WHU-Student, der als Fakultätsmitglied an die WHU zurückkehrte. Dort ist er heute Inhaber des Lehrstuhls für Vertriebsmanagement und Business-to-Business Marketing.
Jensen war Gründungsherausgeber der Zeitschrift Sales Management Review. Er ist Mitglied im Aufsichtsrat des Groß- und Einzelhändlerverbundes Hagebau.

## Lehrstuhl für Vertriebsmanagement und Business-to-Business Marketing
Der 2011 eingerichtete Lehrstuhl war der erste BWL-Lehrstuhl an einer wissenschaftlichen Hochschule im Universitätsrang, der Vertrieb im Namen trug. Die Forschungs- und Lehrgebiete des Lehrstuhls umfassen den Vertrieb mit drei Perspektiven: Verkaufen, Preissetzung und Service. Das WHU-Vertriebsmodell spannt den Bogen von den Kundensituationen über Vertriebswerkzeuge, Vertriebsprozesse, Vertriebssteuerung, Mitarbeiterentwicklung, Vertriebsorganisation, Vertriebsgröße, Vertriebskanäle, Marketingstrategie bis zum Business Modell. Für Studenten bietet der Lehrstuhl folgende Kurse an: Grundlagen des Vertriebs (Bachelor of Science Programm), Consultative Selling & Key Account Management, B2B Pricing: Negotiation, Calculation & Strategy und Leading the High-Performance Sales Force (Master of Science Programm).

## WHU – Campus for Sales
Der WHU – Campus for Sales ist eine Managementkonferenz, die sich an Entscheidungsträger im Vertrieb und in der Geschäftsführung richtet. Sie wird vom Lehrstuhl für Vertriebsmanagement und Business-to-Business Marketing an der WHU ausgerichtet.

## Ausgewählte Publikationen
Homburg, C./Jensen, O./Hahn, A. (2012): How to Organize Pricing? Vertical Delegation and Horizontal Dispersion of Pricing Authority, in: Journal of Marketing, Vol. 76, No. 5, S. 49–69.

Schudey, A.P./Jensen, O./Sachs, S. (2012): 20 Jahre Rückanpassungsforschung – eine Metaanalyse, in: Zeitschrift für Personalforschung, Vol. 26, No. 1, S. 48–73.

Mantrala et al. (2010): Sales Force Modeling: State of the Field and Research Agenda, in: Marketing Letters, Vol. 21, No. 3, S. 255–272.

Homburg, C./Jensen, O./Krohmer, H. (2008): Configurations of Marketing and Sales: A Taxonomy, in: Journal of Marketing, Vol. 72, No. 2, S. 133–154.

Homburg, C./Jensen, O. (2007): The Thought Worlds of Marketing and Sales: Which Differences Make a Difference?, in: Journal of Marketing, Vol. 71, No. 3, S. 124–142.

Workman Jr., J.P./Homburg, C./Jensen, O. (2003): Intraorganizational Determinants of Key Account Management Effectiveness, in: Journal of the Academy of Marketing Science, Vol. 31, No. 1, S. 3–21.

Homburg, C./Workman Jr., J.P./Jensen, O. (2002): A Configurational Perspective on Key Account Management, in: Journal of Marketing, Vol. 66, No. 2, S. 38–60.

Homburg, C./Workman Jr., J.P./Jensen, O. (2000): Fundamental Changes in Marketing Organization: The Movement Toward a Customer-Focused Organizational Structure, in: Journal of the Academy of Marketing Science, Vol. 28, No. 4, S. 459–478.